# ماندو ۱۲۴۶۰
سیارک ۱۲۴۶۰ (به انگلیسی: 12460 Mando، نامگذاری:1997AF5) دوازده هزار و چهارصد و شصتمین سیارک کشف شده‌است که در ۳ ژانویه ۱۹۹۷ کشف شد.
قدر مطلق سیارک برابر ۱۴.۱ است.